# Howard King
Howard W. King est un ancien arbitre international gallois de football, né le 1er septembre 1946 à Merthyr Tydfil.
Attaché aux championnats anglais (Football League puis Premier League) de 1976 à 1994, il est également arbitre international FIFA.

## Carrière
King commence sa carrière en tant qu'arbitre assistant en 1976, et devient arbitre principal trois ans plus tard. Il est sélectionné à de nombreuses reprises pour des matchs internationaux ou de coupe d'Europe. En 1983, il dirige notamment un match opposant l'Angleterre à l'Irlande du Nord au stade Wembley. En 1992, il est sélectionné parmi les arbitres de la première édition de la Premier League. Cette année-là, il dirige notamment le 1er octobre 1992 le match Real Saragosse-SM Caen de coupe UEFA, dont l'arbitrage est objet à polémique,. 